# Lockheed CL-1200 Lancer
De Lockheed CL-1200 Lancer was een door Lockheed ontwikkeld toestel dat eind jaren '60 van de twintigste eeuw een nieuwe en verbeterde versie van de Lockheed F-104 Starfighter moest opleveren. Het toestel was bedoeld voor de export en was daardoor een directe concurrent van de Northrop F-5E Tiger II, de Dassault Mirage F1, de Northrop YF-17 en de McDonnell Douglas F-4 Phantom II. Lockheed hoopte te profiteren van de ervaring met de productie van hun F-104 doordat deze onderdelen, systemen, gereedschappen en mallen deelde met de CL-1200 Lancer.
Daarnaast had Lockheed al ervaring in het werken in een consortium en hoopte op die manier ook de CL-1200 te ontwikkelen.
Het nieuw te ontwikkelen type leek veel op de F-104, maar had een hoger geplaatste vleugel met een grotere spanwijdte naast lager geplaatste, grotere staartvlakken. Beide eigenschappen waren bedoeld om de vliegeigenschappen te verbeteren en het toestel beter geschikt te maken voor korte start- en landingsbanen. De CL1200-1 zou een verbeterde versie krijgen van de motor van de F-104, de General Electric J79. De latere CL1200-2 zou een Pratt & Whitney TF-30 turbofanmotor krijgen.
De CL1200-1 deed mee in de International Fighter Aircraft competition, maar doordat in november 1970 de Northrop F-5 als winnaar werd aangewezen verdween de voornaamste markt voor de Lancer; het project werd beëindigd zonder dat er een werkend toestel was geproduceerd.
De X-27 was de aanduiding voor het toestel, afgeleid van het CL-1200 Lancerproject om voor de USAF experimenten uit te voeren met hoge prestaties. De X-27 zou geavanceerde technologieën, motoren en andere apparatuur moeten gaan testen. Ook dit project kwam echter niet verder dan het stadium van mock-up.
De CL-1200-2 (soms aangeduid als de CL-1600) was een ontwikkelingsvoorstel van de X27 voor de Lightweight Fighter Competition van 1972. Het toestelontwerp werd niet doorgezet omdat General Dynamics en Northrop de contracten kregen om de YF-16 en de YF-17 te ontwikkelen. Het ontwerp leek op de X-27 maar had ronde luchtinlaten met inlaatkegels en een andere staartvin.
Een volgende variant voor de United States Navy werd aangeduid als CL-1400 of CL-1400-N. Deze was gebaseerd op het voorste deel van de romp, de luchtinlaat en de vleugel van de CL-1200-2 met de achterzijde van de romp van de X-27.

## Ontwerp van de CL-1200
De Lancer werd ontwikkeld door Lockheeds Skunk Works (officieel de afdeling Advanced Development Projects). Clarence "Kelly" Johnson had de leiding over deze afdeling waarbij Skunk Works-ontwerpers verantwoordelijk waren voor de aerodynamische en windtunneltests.

### Romp
Het was de bedoeling om de basis te behouden van de romp van de F-104, maar dan verlengd om 46% meer brandstof mee te kunnen nemen. De verlenging bestond uit een 76 cm lange verbindingsring tussen de standaard voorste en achterste delen van de romp van de F-104. In tegenstelling tot bij de F-104 werden het frame, de verstevigingsspanten (longerons) en de huid om de uitlaat gebouwd van een titaniumlegering. De grootste aanpassing in het ontwerp was de op schouderhoogte gemonteerde vleugel die een 53% groter oppervlak had en die ook nog eens meer naar achteren was geplaatst. De nieuwe vleugel gaf het vliegtuig een spanwijdte van 8,8 meter en behield de bestaande flaps aan de vleugelvoorrand en -achterrand met nieuwe slats aan de voorrand. De vleugel bleef anhedraal: net als die van de F-104 stond hij 10° naar beneden.
Het flapsysteem kon handmatig of automatisch worden bediend, afhankelijk van de beladingsfactor, de luchtsnelheid en de vlieghoogte. Van de flap aan de binnenzijde van de achterrand werd het oppervlak twee keer vergroot ten opzichte die van de F-104; dit moest ervoor zorgen dat het toestel vanaf kortere banen kon werken. Hierdoor konden de jetflaps, die de F-104 had, verdwijnen. De buitenste vleugelpanelen waren nagenoeg identiek aan die van de F-104.
De staartvleugel werd vergroot in oppervlak en verdeeld in twee delen, daarbij ook omlaag gebracht van de staartvin naar de romp om te voorkomen dat de luchtstroom van de hooggeplaatste vleugels bij een grote invalshoek zouden zorgen voor zwaar overtrekken (deep stall).
De andere plaats van de staartvleugel was ook bedoeld om de beruchte pitch-up-problemen van de Starfighter te voorkomen: de neiging van het toestel om met de neus omhoog te vliegen. Om praktische redenen waren het landingsgestel, de hydraulische en elektrische systemen nagenoeg identiek aan die van de F-104. De versterkte voorruit was die van de F-104S om de hitte van het vliegen in hogere Machgetallen te weerstaan. Er was een tweepersoonsversie gepland, naast een verkenningsversie en een onderschepper geschikt voor alle weersomstandigheden. Hiervoor werden de voorste rompdelen en avionica gebruikt van resp. de TF-104G, de RF-104G en de F-104S.

### Motor
De eerste variant van de Lancer zou de CL-1200-1 zijn en die zou worden aangedreven door een General Electric J79-GE-19 turbojetmotor, een opgewaardeerde versie van de motor die werd gebruikt in de F-104. De tweede, modernere variant, de CL-1200-2, zou, door modificaties aan het midden- en achterdeel een moderne turbofanmotor kunnen herbergen, die een verbeterde versie was van en J79-turbojetmotor. Dit zou de Pratt & Whitney TF30-P-100 zijn die ook voor de F-111F is gebruikt. Deze TF-30-P-100 zou op vol vermogen 60 procent meer voortstuwing moeten geven.
De luchtinlaten zaten op dezelfde plaats als bij de F-104, maar dit toestel zou variabele inlaatkegels, met de mogelijkheid om 10 cm groter of kleiner te worden, gebruiken om de prestaties van de motor te optimaliseren bij verschillende snelheden.

### Bewapening
De Lancer zou het 20 mm General Electric M61A1-kanon krijgen als voornaamste bewapening; als alternatief kon ook het 30 mm DEFA-kanon gemonteerd worden. Voor toestellen bedoeld voor grondaanvallen waren er negen mogelijke plaatsen om bewapening te monteren: een onder de romp, drie onder elke vleugel en een aan elke vleugeltip. De AS-30-raketten van Nord-Aviation konden aan de binnenste bevestigingspunten gemonteerd worden; voor korte-afstand grondaanvallen kon het toestel in totaal 5.450 kg aan bewapening meenemen. Voor luchtdoelaanvallen konden een maximum van vier AIM-7 Sparrow- of gewoonlijk 6, maar maximaal 10, AIM-9 Sidewinder-raketten gemonteerd worden. Dezelfde externe brandstoftanks als die van de F-104 konden aangebracht worden onder de vleugels en aan de vleugeltip om het vliegbereik te vergroten.

### Prestaties
Een geschat maximaal totaalgewicht van de Lancer was 16.000 kg met volle uitrusting en een topsnelheid van 2.720 km/u (Mach 2,5) op 35.000 voet waren beoogd. Naar schatting zou het toestel in de onderscheppingsconfiguratie op moeten kunnen stijgen na 440 meter: 52% van de afstand die de F-104 nodig had met een navenant kortere landingsafstand omdat het toestel met lagere snelheid kon landen. Kelly Johnson, hoofdontwerper van Lockheed, voorspelde dat de CL-1200-2 het beste toestel op dat moment zou zijn als het ging om het luchtgevecht.

## Kosten
Lockheed heeft uitgebreid onderzoek gedaan en kwam tot de conclusie dat er een grote markt zou zijn voor een modern, laaggeprijsd gevechtsvliegtuig voor de jaren 70. Deze mogelijkheden werden ook gezien door andere vliegtuigfabrikanten met als resultaat dat er een grote concurrentiestrijd om de verkopen losbarstte. Lockheed schatte in dat zelfs een aandeel van 10% in deze markt (750 vliegtuigen) rendabel zou zijn; de totale ontwikkelingskosten voor de Lancer zouden ongeveer 70,5 miljoen dollar (1970) zijn. Elk toestel zou, afhankelijk van het totale aantal, $ 2,7 miljoen bij 500 tot $ 2,4 miljoen bij het dubbele aantal moeten gaan kosten.
Lockheed keek ook naar de onderhoudskosten over de eerste 10 jaar met daarbij reserve-onderdelen, grondapparatuur, technische handleidingen, onderhoud en vluchttrainingen. Bij een productie van 500 vliegtuigen zou dit neerkomen op $ 330 miljoen, tot $ 180 miljoen als er 1000 Lancers zouden worden gebouwd.
Ook de gebruikskosten werden berekend. Daarmee gaf Lockheed aan dat hun product een duidelijke besparing zou opleveren ten opzichte van zowel de Dassault Mirage F1 als de F-4F Phantom als deze kosten daarmee werden vergeleken.

## Afgelaste projecten

### CL-1200-1
In november 1970 werd de Northrop F-5-21 de winnaar van de International Fighter Aircraft competition; hierop verdween de belangstelling van bestaande gebruikers van de F-104 voor de CL-1200 en werd het project beëindigd.

### CL-704 VTOL
Een andere variant van de Starfighter, niet direct verwant aan de CL-1200 Lancer en ook 8 jaar eerder ontwikkeld, was de CL-104: een VTOL-toestel dat oorspronkelijk in 1962 voorgesteld werd als een joint venture tussen Lockheed en Short Brothers and Harland Ltd. Omdat het alleen voor VTOL-gebruik zou worden gebouwd zou het zeven verticaal geplaatste Rolls Royce RB.181-motoren hebben in elk van de vergrote vleugeltiphouders; de voorwaartse kracht zou worden geleverd door een Rolls Royce RB.168R-motor geplaatst in de romp. Vanwege de grote complexiteit van het ontwerp en de toen al hoog ontwikkelde Hawker Siddeley P.1127 werd dit project afgelast.
Een F-104-variant met grotere vleugels was nog voorgesteld als alternatief voor de MRCA (Multi-Role Combat Aircraft), een toen lopend project van meerdere Europese landen. Er kwamen geen resultaten uit en de MRCA werd uiteindelijk de Panavia Tornado.

## Ontwikkeling van de X-27
Het plan van de US Air force was om in ieder één experimentele Lancer te bouwen als X-27 (door Lockheed de CL-1600 genoemd) om tests bij MACH 2,6 uit te voeren. De X-27 zou nagenoeg gelijk zijn aan de Lancer, maar zou gemodificeerde rechthoekige luchtinlaten hebben. Er was echter vrijwel geen steun vanuit het Amerikaans Congres en de United States Air Force. Vanwege geldgebrek werd er geen vliegend toestel gebouwd. Lockheed bouwde één mock-up en drie rompen werden omgebouwd voordat het project werd stopgezet.

## Verdere specificaties (CL-1200-2 / X-27)
Klimsnelheid: 60.000 ft/min (300 m/s)
Baanlengte bij het opstijgen: 440 m
Baanlengte bij het landen: 930 m